# Fernando Barbeito
Fernando Barbeito Delgado, né le 17 octobre 1968 à Barcelone, est un joueur puis entraîneur espagnol de handball.
Jouant au poste d'ailier, il commence sa carrière dans l'élite en 1986 avec le FC Barcelone avant de rejoindre en 1998 le PSA Pampelune. Avec des deux clubs, il remporte notamment cinq Ligues des champions, trois Coupe des vainqueurs de coupe et huit Championnats d'Espagne. Avec l'équipe nationale espagnole, il participe à deux Championnats du monde et remporte deux médailles de bronze aux Goodwill Games.
Reconverti entraîneur, il est nommé en décembre 2008 entraîneur adjoint de Valero Rivera, le nouveau sélectionneur de l'Espagne, et le reste pendant quatre ans. Il devient ensuite entraîneur du CB Puente Genil. En 2019, il est nommé adjoint de Xavi Pascual au FC Barcelone. En 2021, il devient l'entraîneur de l'US Créteil. Après trois saisons à Créteil, il signe en 2024 dans le club égyptien du Zamalek SC

## Carrière

### En club
Le palmarès de Fernando Barbeito en club est :
Compétitions internationales
- Vainqueur de la Ligue des champions (5) : 1991, 1996, 1997, 1998 ; 2001
- Vainqueur de la Coupe des vainqueurs de coupe (3) : 1994, 1995 ; 2000
- Vainqueur de la Supercoupe d'Europe (3) : 1996, 1997 ; 2000

Compétitions nationales
- Vainqueur du Championnat d'Espagne (8) : 1988, 1989 (en), 1990 (en), 1991 (en), 1992 (en), 1996 (en), 1997 (en), 1998 (en)
- Vainqueur de la Coupe du Roi (8) : 1988, 1990, 1993, 1994, 1997, 1998 ; 1999 et 2001
- Vainqueur de la Coupe ASOBAL (5) : 1995, 1996, 2000, 2001
- Vainqueur de la Supercoupe d'Espagne (8) : 1986, 1988, 1989, 1990, 1991, 1993, 1996, 1997

### En équipe nationale
- Médaille d'argent au Championnat du monde junior en 1987
- Médaille de bronze aux Jeux méditerranéens de 1987
- 5e place au Championnat du monde 1990
- Médaille de bronze aux Goodwill Games de 1990
- 5e place au Championnat du monde 1993
- Médaille de bronze aux Goodwill Games de 1994